# Sigrid Dyekjær
Sigrid Dyekjær (* 28. September 1969 in Kopenhagen als Sigrid Jonsson) ist eine dänische Filmproduzentin.

## Werdegang
Sigrid Dyekjær wurde als Tochter des Rechtsanwalts Sigudur Helgi Jonsson († 1997) und Elsebeth Jonsson geboren. Sie studierte „Dramaturgie“ an der Universität Aarhus und arbeitete anschließend bei der Werbeagentur „Young & Rubicam“ bevor sie in die Filmindustrie wechselte.
Im Laufe der Jahre produzierte Dyekjær eine Vielzahl an Dokumentarfilmen produziert und erhielt dafür mehrere Auszeichnungen. Ihr Debüt-Dokumentarfilm „Detour to Freedom“ aus dem Jahr 2001 wurde für den Filmpreis beim International Documentary Film Festival Amsterdam (IDFA) nominiert. Für den Film The Monastery von Pernille Rose Grønkjær(2006) gewannen sie den Hauptpreis beim IDFA sowie 80 weitere Filmpreise in der ganzen Welt. The Good Life (2011) unter der Regie von Eva Mulvad, gewann den Preis für den „Besten langen Dokumentarfilm“ beim Internationalen Filmfestival in Karlovy Vary. „Ballroom Dancer“ (2011) gewann den Newcomer-Regiepreis für Dokumentarfilm und eine besondere Erwähnung der Jury beim Tribeca Film Festival. A Year of Hope (2017) von Mikala Krogh wurde für den Filmpreis beim IDFA ausgewählt. Love Child (2019) von Eva Mulvad wurde am Toronto Film Festival gezeigt.
Hanna Polaks Something Better to Come (2014) gewann eine Reihe internationaler Auszeichnungen, darunter einen Sonderpreis der Jury bei IDFA. Klinik im Untergrund – The Cave (2019) von Feras Fayyad gewann den „Publikumspreis für Dokumentarfilme“ beim Toronto Film Festival.
Sigrid Dyekjær wurde gemeinsam mit Feras Fayyad und Kirstine Barfod für einen Oscar für den besten Dokumentarfilm nominiert und gewann zwei Emmys.
Dyekjær war auch an einer Reihe internationaler Koproduktionen beteiligt, etwa Ulrich Seidls Safari (2017), das beim London Film Festival uraufgeführt wurde oder Victor Kossakovskys „Aquarela“ (2018), das für die Filmfestspiele von Venedig ausgewählt wurde. 2007 wurde sie Ko-Eigentümerin der Produktions- und Vertriebsfirma Danish Documentary Production A / S.

## Privates
Sigrid Dyekjær ist seit dem 4. Juni 2011 mit dem Medienberater Henrik Keith Hansen verheiratet.